# Agostino Beltrano

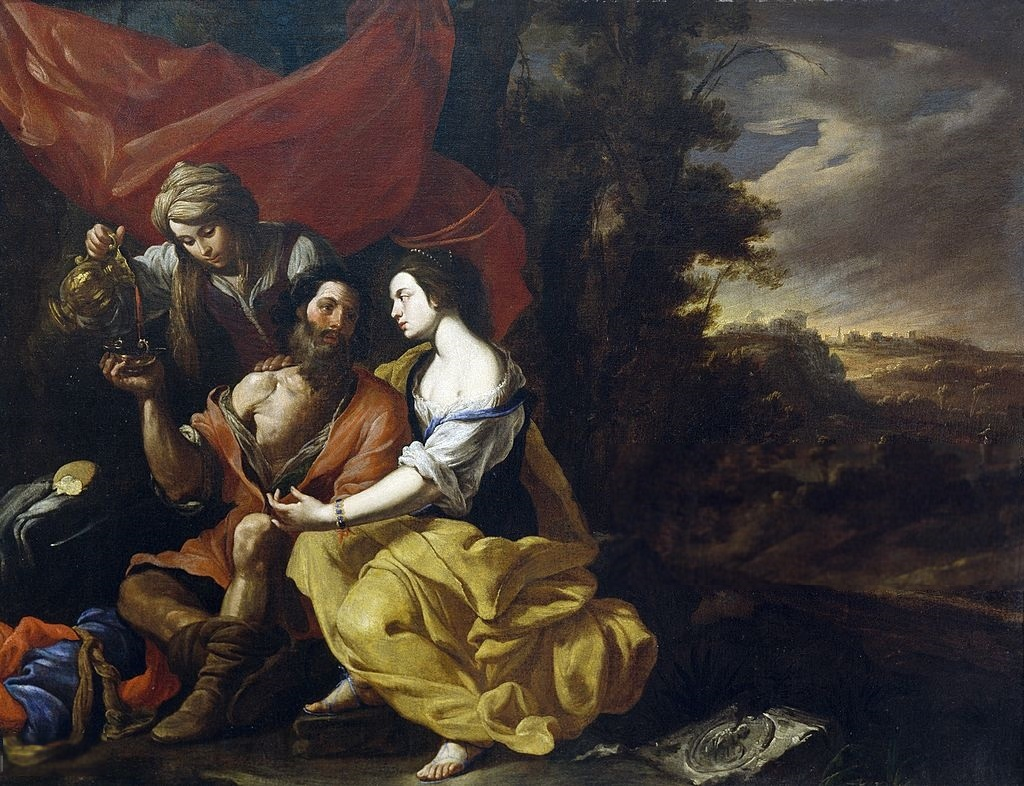
Agostino Beltrano: Loth und seine Töchter, Öl auf Leinwand, 74 × 99 cm, Privatsammlung

Agostino Beltrano, genannt Agostiniello (* 25. Februar 1607 in Neapel; † um 1665 ebenda) war ein italienischer Maler und Freskant des Barock aus der neapolitanischen Schule.

## Leben
Über Beltrano war lange nur wenig bekannt. Nach neueren Studien wurde er 1607 als Sohn des Vergolders Francesco Beltrano und der Vittoria De Grauso, einer Tante des Malers Andrea Vaccaro, geboren.
Mit vierzehn Jahren begann er 1621 eine Ausbildung in der Werkstatt des sonst unbekannten Malers Gaspare De Populo, und später war er laut Bernardo De Dominici „einer der besten Schüler“ von Massimo Stanzione.
Beltrano heiratete 1626 die Malerin Annella (auch Anna, Diana oder Dianella) de Rosa, eine Schwester von Pacecco de Rosa und ebenfalls Schülerin von Stanzione. Das Künstlerpaar hatte sechs Kinder, darunter Nicola Tomaso und Agnese Chiara, die in der Gemeinde von Santa Maria della Carità am 21. Dezember 1638 und am 19. Juli 1640 getauft wurden.
Beltranos Biografie wurde lange überschattet durch die von Dominici überlieferte Geschichte, dass der Maler nach glücklichen Ehejahren seine Frau in einem Eifersuchtsanfall spontan erstochen habe, weil er, fehlgeleitet durch naive und fälschliche Verdächtigungen einer Magd, glaubte, dass Annella ihn mit Stanzione betrogen habe; daraufhin sei Beltrano geflohen und nach einigen Jahren in Frankreich erst um 1659 nach Neapel zurückgekehrt, nachdem viele seiner „Feinde“ im Jahr der Pest 1656 gestorben waren. Allerdings gab bereits Dominici selber (S. 99 f) zu, dass Paolo de Matteis in seiner kurzen Biografie der Anna de Rosa kein einziges Wort über ihren gewaltsamen Tod verlor, und schon Thieme-Becker bemerkten, die Geschichte vom Mord an seiner Gattin „verdient keinen Glauben“. Schließlich wurde das Ganze als eine von Dominicis romanhaften Anekdoten entlarvt, nachdem Prota Giurleo Dokumente entdeckte, nach denen Beltranos Frau Annella am 7. Dezember 1643 an einer schweren Krankheit in ihrem Bett verstarb.
Beltrano gehörte zu einer weitverzweigten Malerfamilie, zu der nicht nur Pacecco de Rosa gehörte, sondern auch seine Schwager Filippo Vitale, Aniello Falcone und Juan Do. Daraus resultierte eine gewisse gegenseitige stilistische Beeinflussung.

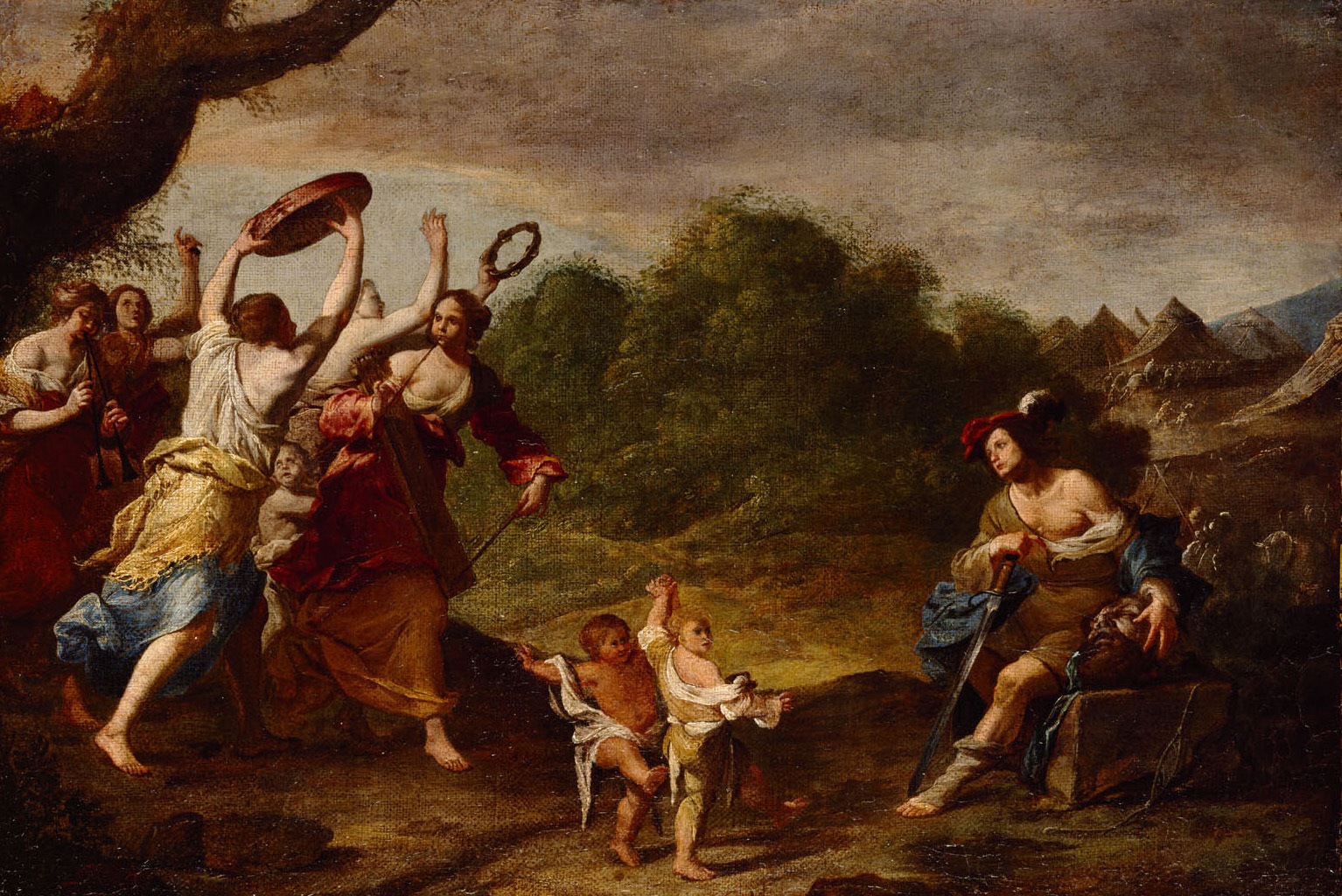
Agostino Beltrano: Triumph Davids (nach dem Sieg über Goliath), um 1650, Öl auf Leinwand, 63 × 91 cm, Kunsthistorisches Museum, Wien

Das Werk Beltranos wird mittlerweile grob in zwei Phasen eingeteilt, eine erste eher naturalistisch geprägte, wo ein Einfluss von Aniello Falsone erkennbar ist, sowie eine zweite, die sich durch weichere Gefühlsbetontheit und chromatisch feiner abgestuftes Kolorit auszeichnet und mehr an Stanzione orientiert ist.
Zu Beltranos ersten dokumentierten Werken gehören zwei Gemälde in der Kathedrale von Pozzuoli: das Martyrium des hl. Alessandro (signiert und datiert 1646) und ein Abendmahl der Apostel (signiert und datiert 1648). Beide Werke bezeichnete Enggass als malerisch noch etwas ungeschickte Nachahmungen von Stanzione, mit Einflüssen von Ribera und Caravaggio. Derselben Phase kann auch die Opferung Isaaks im Museo di Capodimonte zugerechnet werden.
Von höherer Qualität ist die Himmelfahrt Mariä im neapolitanischen Ospedale degli Incurabili, die er 1649 signierte und datierte. Im selben Jahr erhielt er von dem berühmten Arzt Mario Schipani den Auftrag für die Porträts der Heiligen Hieronymus und Nikolaus von Tolentino (signiert) auf den Seitenaltären der ersten Kapelle rechts in der Kirche Sant’Agostino degli Scalzi (bekannt als Santa Maria della Verità). Um 1650 schuf er auch die Fresken der Vier Evangelisten an den Pendentifs der Kuppel in Santa Maria Donnaregina.
Als typisch für den Stil seiner Reifezeit kann das Altarbild Der hl. Biagio zwischen Dominikus und Pius V. in Santa Maria della Sanità (erste Kapelle links) gelten, bei dem der Tenebrismus aufgehellt ist und worin schon Dominici klassischere Formen und „die schöne Farbe von Guido (Reni; Anm. d. V.)“ („la bella tinta di Guido“) sah. Ein signiertes Werk Beltranos ist auch das Altarbild mit dem Hl. Gaetano (1655) in der dritten Kapelle links von SS. Apostoli (Neapel).
Neben diesen öffentlichen Aufträgen malt er auch viele Bilder für private Mäzene, darunter alttestamentarische Szenen, wie ein 1984 von De Vito entdecktes, signiertes Opfer des Moses im Museum von Budapest, oder eine Darstellung von Lot und seinen Töchtern (Collezione Molinari Pradelli), das der zweiten Phase des Künstlers zugerechnet wird. Gerne bettete er seine Kompositionen in poetische Landschaften ein, deren Stil in Kolorit und der Pinselführung neovenezianisch wirkt, möglicherweise vermittelt durch Werke Poussins.
Zu den letzten Werken Beltranos gehört das kleine Kuppelfresko in der Kapelle der Immaculata in der Kirche Santa Maria degli Angioli a Pizzofalcone, das laut Dominici um 1659 entstand. Ein Spezialfall sind die Marienkrönung und die Fresken über das Leben des Seligen Salvatore d'Orta in der entsprechenden Kapelle in Santa Maria Nuova (1661), die Agostino laut Dominici unterbrechen musste, und später von seinem künstlerisch sonst nicht besonders hervorgetretenen Bruder Giuseppe zerstört und neu gemalt wurden.
Beltranos Todesdatum ist bisher nicht bekannt, De Dominici vermutete es um 1665, manche Autoren geben das Pestjahr 1656 an.